# Ligue fraternelle des enfants de France
La Ligue fraternelle des enfants de France est une institution de bienfaisance et d'entraide entre jeunes gens et créée par de jeunes gens en 1895. Elle est reconnue d'utilité publique en 1898 et existe encore, ayant pris de nos jours essentiellement une orientation médicale.
En novembre 2024, elle perd cette reconnaissance.

## Historique
À l'initiative de Henri Rollet, avocat, puis premier juge au tribunal pour enfants, et d'Apolline de Gourlet, Lucie Faure, fille de Félix Faure, président de la République, fonde l'association lors d'une réception au palais de l’Élysée. La Ligue doit « créer les liens d'une véritable fraternité entre les enfants, les jeunes gens et les jeunes filles des familles aisées et les enfants pauvres, orphelins ou abandonnés, tel est notre but ! »
Très vite, des comités voient le jour en province. Les membres, tous bénévoles, œuvrent dans différentes directions : secours et placements, vestiaire, lutte contre la tuberculose, promotion des premières colonies de vacances. En 1897, l'organisation compte 10 comités régionaux et 10 000 membres. En 1900, 20 comités et 14 000 membres.
La Ligue possède un préventorium à l’île de Ré, la « maison des enfants ». En 1902, un premier dispensaire est ouvert sur l’avenue de La Motte-Picquet. René Quinton y fait ses premiers essais de traitement par le « sérum marin » ou plasma de Quinton.

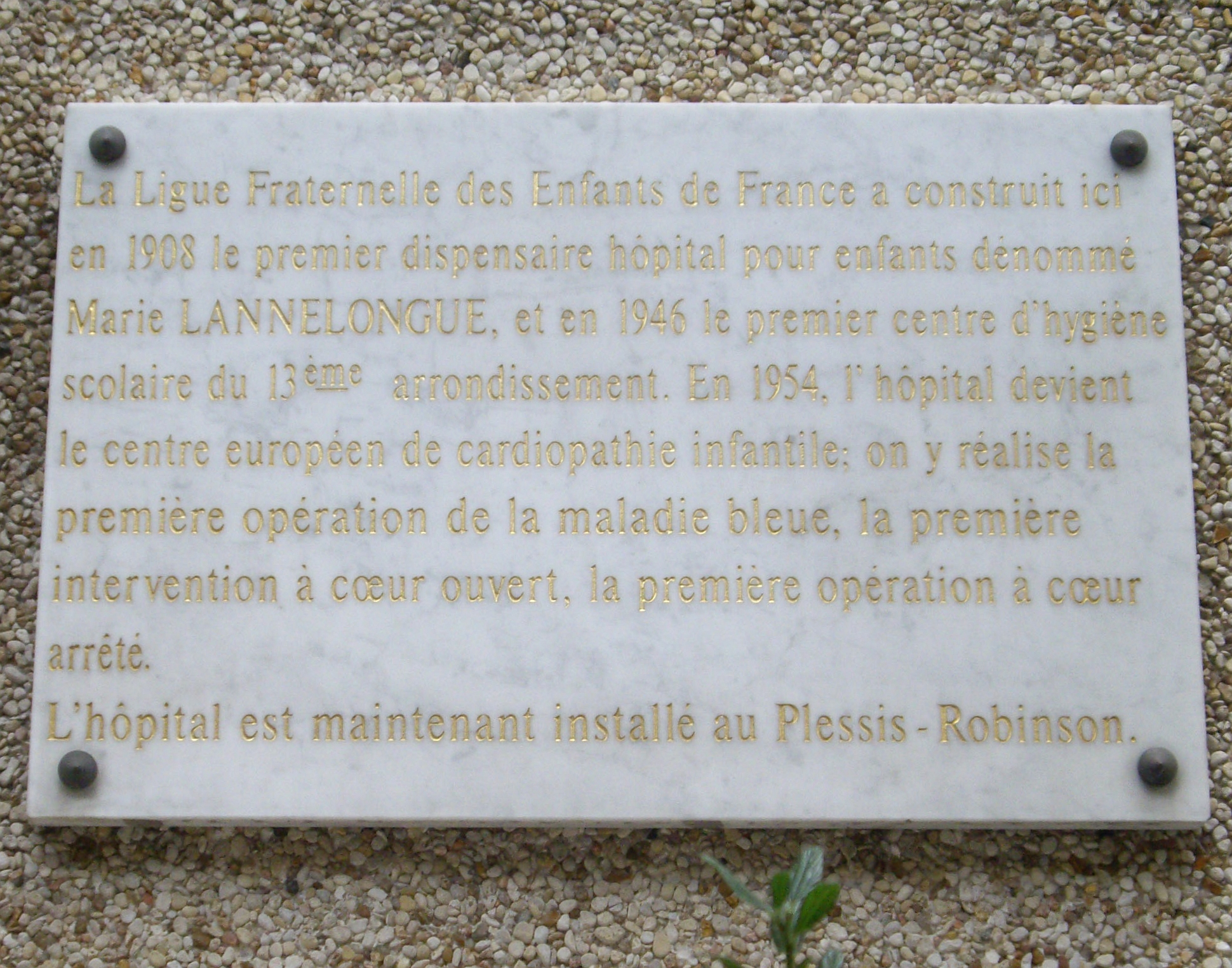
Plaque commémorative au 127, rue de Tolbiac à Paris

Ce dispensaire devenu trop petit, un nouveau est établi 127, rue de Tolbiac dans le 13e arrondissement de Paris. Il ouvre en 1908 et prend le nom d'hôpital Marie Lannelongue (morte en 1906), qui, avec son mari le docteur Odilon Lannelongue, a apporté son constant soutien et fait un don important.
En 1946, il est le premier centre d'hygiène scolaire du 13e arrondissement. En 1954, il devient Centre européen de cardiologie infantile. C'est dans cet hôpital, devenu le Centre chirurgical Marie-Lannelongue et transféré au Plessis-Robinson, que sera effectuée la première opération de la maladie bleue, la première opération à cœur ouvert et la première opération à cœur arrêté.
Dans les années 1920, d'autres dispensaires de moindre importance sont ouverts dans différents arrondissements de Paris. Un « Jardin des enfants » dans le 13e arrondissement recueille des enfants anémiés et lutte contre la tuberculose.
Parallèlement, les activités d'aide sociale continuent à Paris et en province. S'y ajoutent au fil des années le secours de guerre en 1916, des garderies et cantines d'enfants, des soins dentaires, la formation au diplôme d'infirmière et une bibliothèque pour les apprentis à Paris. Les placements familiaux de nombreux enfants à la campagne durant la Seconde Guerre mondiale permettront de soustraire aux recherches beaucoup d'enfants de résistants.

## La Ligue aujourd'hui
- Le préventorium de l'île de Ré, endommagé par l'occupation allemande, ne peut être réhabilité et est finalement cédé à la société Péchiney.
- À la fin des années 1970, l'établissement de la rue de Tolbiac est transféré au Plessis-Robinson, dans les Hauts-de-Seine. Le Centre chirurgical Marie-Lannelongue, centre hospitalier privé à but non lucratif, est spécialisé dans la chirurgie cardiaque et thoracique[3]. Il est géré conjointement par la Ligue, des mutuelles et des personnalités qualifiées ; le conseil d'administration est présidé par Henri Lachmann. De nombreuses premières, notamment en chirurgie cardiaque, y sont exécutées[4].
- Un centre pour enfants sourds-plurihandicapés, rue Daviel, géré par la Ligue, ouvre en 1974 et accueille 40 enfants en situation de handicap rare. Il a développé des compétences et un savoir faire reconnus dans l'accompagnement des enfants présentant notamment de grandes difficultés de communication.
- Un centre national de ressources pour les handicaps rares à composantes: surdité, trouble complexe du langage ou dysphasie grave a été créé en 1998 rue Daviel par la directrice du centre pour enfants sourds-plurihandicapés le Docteur Monique Dumoulin. Le centre Robert-Laplane a un rôle d’expertise clinique spécifique, de transfert et développement de compétences, d’animation de réseaux spécialisés ainsi que de formalisation et de diffusion de connaissances en ce qui concerne les situations de handicap rare. Ces dernières pour lesquelles le centre Robert-Laplane est spécifiquement mobilisé concernent les enfants sourds présentant des déficiences associées à leur surdité, les enfants atteints de troubles complexes du langage (TCL) associés à d’autres déficiences ou pathologies et les adultes sourds ou TCL porteurs de déficiences associées dans le cadre de pathologies congénitales ou acquises. Au sein de l’organisation intégrée pour les handicaps rares, l’ensemble de nos missions vise à améliorer les conditions de vie, d’accueil et d’accompagnement des personnes en situation de handicap rare pour l’ensemble du territoire en partenariats avec les équipes relais handicaps rares déployées à partir de 2015 sur l'ensemble du territoire. Nous contribuons à l’amélioration des parcours de vie de chacune des personnes que nous accompagnons en matière d’autonomie et de participation sociale.

## Sources
- La Ligue fraternelle des Enfants de France, histoire d'une œuvre dédiée aux enfants, notice rédigée par Aline Dornès-Baillou, vice-présidente.